# Taba Tinggi
Taba Tinggi is een bestuurslaag in het regentschap Rejang Lebong van de provincie Bengkulu, Indonesië. Taba Tinggi telt 1101 inwoners (volkstelling 2010).